# ゼロ時間へ
『ゼロ時間へ』（ゼロじかんへ、原題：Towards Zero）は、1944年にイギリスの小説家アガサ・クリスティが発表した長編推理小説である。
ロンドン警視庁のバトル警視が活躍する本作品においては、犯人が殺人の計画を策定する時間から始まり、犯行の瞬間「ゼロ時間」へ遡っていく独特な叙述法が採用されている。
金持ちの未亡人のもとに、被後見人の男が訪れる。彼は前妻と現妻の両方を連れてくる。そしてこの未亡人の旧友が死に、さらには彼女も殺される。そこにバトル警視と彼の甥が呼ばれる。

## あらすじ
トレシリアン夫人は寝たきりであったが、夏の間、海辺の家ガルズポイントに客を招く。トレシリアン夫人の亡夫の被後見人でテニス選手のネヴィル・ストレンジは例年どおり彼女を訪問するが、今年は例年と異なり、新妻のケイと前妻のオードリイを同時に招待しようと提案する。トレシリアン夫人は、この相容れない客人を不承不承了承する。長年オードリイに想いを寄せているトーマス・ロイドも海外勤務から帰国して訪れる。ケイの友人のテッド・ラティマーと、元弁護士の老人でトレシリアン夫妻の長年の友人であるトリーヴスも近くのホテルに滞在している。
トレシリアン夫人の予想通り、屋敷のパーティは居心地の悪いものであった。夕食会に招かれたトリーヴスは昔の事件の話をする。子供が矢で友だちを撃ってしまう事故だったが、近所の男性はその子が事前に弓矢の練習をしているのを目撃していたのだった。トリーヴスは、その子には身体的特徴があったので覚えていると語る。翌朝、トリーヴスがホテルの部屋で死んでいるのが発見され、死因は前夜に部屋の階段を上ったことによる心不全とされる。トーマスとテッドは、トリーヴスをホテルまで送った際、エレベーターに故障中の札が下がっていたことを覚えていたが、ホテルの従業員はその夜エレベーターは正常に作動していたと証言する。
数日後、トレシリアン夫人がベッドで惨殺されているのと、メイドが薬で眠らされているのが発見される。現場からネヴィル・ストレンジの指紋が付いたゴルフクラブが発見される。トレシリアン夫人の遺産相続人はネヴィルとオードリイであった。ネヴィルは事件当夜トレシリアン夫人と口論しているのが聞かれていた。しかし、メイドはバトル警視に、ネヴィルが夫人の部屋を訪れた後、テッドを探しにイースターヘッド湾に向かう前に、生きているトレシリアン夫人を見たと証言する。オードリイの部屋の窓の下のツタから血のついたオードリイの手袋が発見され、次いで本物の凶器、すなわちテニスラケットの柄と暖炉の縁にあった金属製のボールが発見される。
アンドリュー・マクハーターは、1年前に自殺未遂をした崖の上に立つ。オードリイは同じ崖から飛び降りようとするが、彼は飛び降りる前に彼女をつかまえる。彼女は恐怖を告白し、彼は彼女の無事を約束する。マクハーターは、地元のクリーニング店で別人の洗っていないジャケットを間違って受け取ってしまう。彼はガルズポイントの関係者ではないが、地元の新聞で報道されている捜査の進捗状況を読んでいたので、ジャケットにある奇妙な模様のシミが何なのかを察する。彼はガルズポイントを訪れ、メリイ・アルディンに頼んで一緒にロープを探してもらう。2人は屋根裏部屋に湿ったロープを発見し、警察が来るまで鍵をかけておく。
バトル警視は、オードリイの犯行を示す証拠と、彼女がすぐに罪を認めたことから、彼女を逮捕する。しかし彼は、自分の娘が以前、圧力に屈して無実の窃盗を自白したことがあったので、オードリイの自白も疑う。マクハーターはバトルに対して、事件当夜に川を泳いで渡ってロープで館の中に入った男を目撃したことなどを話す。トーマスは、ネヴィルとオードリイの離婚は彼女がネヴィルを恐れるようになったことが原因だったと明かす。彼女はネヴィルと別れてトーマスの兄であるエイドリアン・ロイドと結婚しようとしていたが、エイドリアンが交通事故で亡くなってしまったのだった。バトルは関係者を船に乗せ、ここまでの情報をもとにネヴィル・ストレンジから自白を迫る。彼は一連の事件の首謀者であり、最終的に前妻をトレシリアン夫人殺害容疑で絞首刑にするという目的（ゼロ地点）に向けて計画的に行動していたのだった。
ネヴィルは他の2人（トリーヴスとエイドリアン・ロイド）の死については証拠が不十分であった。彼の自白、よじ登るために使ったロープ、トレシリアン夫人の呼び鈴のトリックが説明されたことで、バトルは彼をトレシリアン夫人殺害容疑で逮捕する。オードリイはマクハーターを探し出して礼を言い、2人は結婚を決意する。2人はチリに行き、そこで彼は新しい仕事を始めることになる。オードリイは、いつかトーマスは自分がメリイ・アルディンとの結婚を望んでいることに気づくだろうと思う。

## 登場人物
- カミラ・トレシリアン夫人 - 金持ちの老未亡人
- メリイ・アルディン - トレリシアンの遠縁の従妹
- ネヴィル・ストレンジ - 万能スポーツマン
- ケイ - ネヴィルの2番目の妻
- オードリイ - ネヴィルの最初の妻
- テッド・ラティマー - ケイの友人
- トーマス・ロイド - オードリイの遠い従兄
- ハーストール - 執事
- ジェーン・バレット - 小間使い
- アリス・ベンサム - 小間使い
- エンマ・ウエルズ - 小間使い
- スパイサー - 料理女
- アンドリュー・マクハーター - 自殺しそこねた男
- トリーヴス - 有名な弁護士団の一員
- ロバート・ミッチェル - 警察署長
- ラーゼンビイ博士 - 警察医
- ジョーンズ - 部長刑事
- バトル - 警視
- ジェームズ・リーチ - 警部、バトルの甥

## 作品の評価
1944年7月22日付のタイムズ・リテラリー・サプリメント紙に掲載されたモーリス・ウィルスン・ディシャーの書評は次のように圧倒的に肯定的であった。

1944年8月6日発行のオブザーバー紙でモーリス・リチャードソンは次のように述べた。

ロバート・バーナードの評は、以下の通り。
1971年に行われた日本全国のクリスティ・ファン80余名の投票による作者ベストテンでは、本書は9位に挙げられている。
1982年に行われた日本クリスティ・ファンクラブ員の投票による作者ベストテンでは、本書は7位に挙げられている。

## 出版
| 題名         | 出版社   | 文庫名                                               | 訳者        | 巻末                            | カバーデザイン  | 初版年月日    | ページ数 | ISBN          |      |
| ------------ | -------- | ---------------------------------------------------- | ----------- | ------------------------------- | --------------- | ------------- | -------- | ------------- | ---- |
| 殺人準備完了 | 早川書房 | 世界傑作探偵小説シリーズ 第9巻                       | 三宅 正太郎 | ―                               | ―               | 1951年月日    | 297      | B000JBF8WK    | 絶版 |
| ゼロ時間へ   | 早川書房 | 世界傑作探偵小説全集（ハヤカワ・ポケット・ミステリ） | 田村隆一    | ―                               | ―               | 1958年月日    | 297      | B000JBF8WK    | 絶版 |
| ゼロ時間へ   | 早川書房 | ハヤカワ・ミステリ文庫1-8                            | 田村隆一    | 「ソルトリークの方へ」 福永武彦 | 真鍋博          | 1976年7月31日 | 327      | 4-15-070008-7 | 絶版 |
| ゼロ時間へ   | 早川書房 | クリスティー文庫82                                   | 三川基好    | 解説 権田萬治                   | Hayakawa Design | 2004年5月14日 | 375      | 4-15-130082-1 |      |

## 映像化

### 映画
『ゼロ時間の謎』（2007年　フランス）
監督：パスカル・トマ　撮影：ルナン・ポレス　音楽：ラインハルト・ワーグナー　衣装：カトリーヌ・ブシャール　美術：カーチャ・ヴィシュコフ
出演：メルヴィル・プポー、キアラ・マストロヤンニ、ローラ・スメット、ダニエル・ダリュー、アレサンドラ・マルティネス、フランソワ・モレル（バタイユ警視）

### テレビドラマ
Verso l'ora zero（1980年　イタリア）
監督・脚本：ステファノ・ロンコローニ　撮影：ロドヴィーコ・デッラ・トッレ　音楽：ジョルジョ・マグリ　衣装：ダリオ・チェッキ　美術：ダヴィデ・ネグロ　
出演：ラウラ・トロッター、セルジョ・ロッシ、ジュゼッペ・パンビエーリ、マルゲリータ・グッツィナーティ、アリダ・ヴァッリ、レナート・モンタルバーノ（バトル警視）
アガサ・クリスティー ミス・マープル『ゼロ時間へ』
シーズン3 エピソード3（通算第11話）  イギリス2008年放送
原作の探偵役バトル警視の代わりに、原作には登場しないミス・マープルが探偵役を演じる。倒叙の形式にはなっていない（作品の冒頭で、トリーヴスが、"ミステリーでは最初に殺人が描かれるが、殺人は最後におこなわれるものだ"と発言しているが）。
- ミス・マープル: ジェラルディン・マクイーワン
- トーマス・ロイド: ジュリアン・サンズ
- ネヴィル・ストレンジ: グレッグ・ワイズ
- オードリィ・ストレンジ: サフロン・バロウズ
- ケイ・ストレンジ: ゾーイ・タッパー